# Wysoczyzna Niemodlińska
Wysoczyzna Niemodlińskia – największy mikroregion wchodzący w skład Równiny Niemodlińskiej, jej długość przekracza 30 km i 15 km szerokości. Większość obszaru makroregionu formuje nieznacznie falista równina moreny dennej zbudowana ze żwirów, piachów i głazów polodowcowych. Mikroregion ten powstał w efekcie działalności fluwioglacjalnej - wypływające z lodowca rzeki sformowały sandry ciągnące się od Tułowic na zachodzie, po Jaśkowice (powiat opolski) na wschodzie. Wyższe i bardziej zróżnicowanie pionowo są rejony południowo-zachodnie Wysoczyzny - duże ich powierzchnie (na wschód od doliny Ścinawy Niemodlińskiej) przybierają postać wydm.  
Znamienną cechą mikroregionu są torfowiska występujące w licznych tu zagłębieniach terenu. Największe z nich zlokalizowane są w rejonie Chrzelic - ich powierzchnia zajmują ok. 1000 ha, a miąższość sięga 300 cm. 